# Kalipancur (Bojong)
Kalipancur is een bestuurslaag in het regentschap Pekalongan van de provincie Midden-Java, Indonesië. Kalipancur telt 4256 inwoners (volkstelling 2010).